# Zelfportret (Jacob Jordaens)

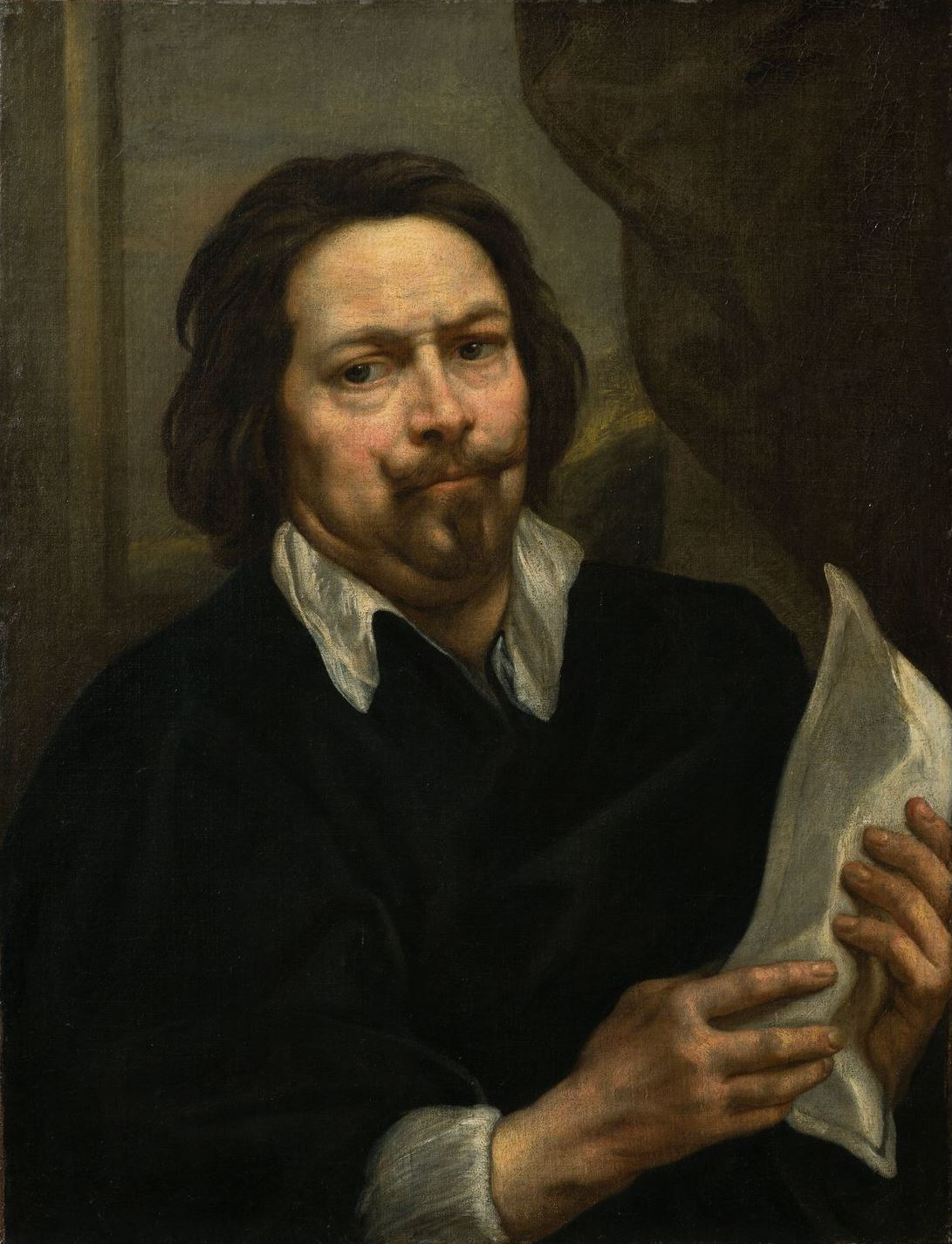
Zelfportret

Het Zelfportret (Frans: Autoportrait) is een schilderij van de Zuid Nederlandse kunstschilder Jacob Jordaens uit het midden van de 17e eeuw.

## Geschiedenis
Omstreeks 1648-1650 werd het schilderij door Jacob Jordaens geschilderd.
In 2016 werd het schilderij uit de privécollectie van mevrouw Generet, samen met De apostel Mattheüs, geschonken aan het Erfgoedfonds van de Koning Boudewijnstichting. Het schilderij werd in langdurig bruikleen gegeven aan het Rubenshuis in Antwerpen.

## Beschrijving
Het schilderij toont de schilder zelf, opkijkend van een blad, kijkend naar de toeschouwer met een zelfbewuste maar bescheiden blik. De man is gekleed in informele en tegelijk dure kleding, bestaande uit een wit hemd met een eenvoudige kraag, een kiel afgebiesd met goudgalon en opvallende knopen.
Jacob Jordaens schilderde en tekende meerdere zelfportretten waarop hij enkel met het bovenlijf afgebeeld werd en vaak een blad papier in de handen had.